# Флаг Бразилии
Флаг Бразилии (порт. Bandeira do Brasil) — один из официальных государственных символов Федеративной Республики Бразилии, наряду с гербом и гимном. Представляет собой прямоугольное зелёное полотнище с жёлтым горизонтальным ромбом в центре. Внутри ромба находится тёмно-синий круг с двадцатью семью белыми пятиконечными звёздами пяти размеров, сгруппированных в девять созвездий. Круг пересечён изогнутой вверх в виде арки белой лентой с национальным девизом Бразилии, написанным зелёными заглавными буквами, — «Ordem e Progresso» (с порт. — «Порядок и прогресс»).
Созвездия показаны на флаге так, как если бы их видел в небе над городом Рио-де-Жанейро наблюдатель, находящийся за пределами небесной сферы, в 8 часов 30 минут утра (12 часов звёздного времени) 15 ноября 1889 года — в день провозглашения Бразилии республикой. Каждому из 26 штатов и федеральному округу соответствует своя звезда.
Национальный флаг был принят 19 ноября 1889 года декретом № 4, частично изменён 28 мая 1968 года законом № 5443 и 11 мая 1992 года законом № 8421. Действующий закон № 5700 о национальных символах был принят 1 сентября 1971 года.
Неофициальное название флага «золото-зелёный» (порт. «auriverde»).

## Построение флага
Построение национального флага Бразилии соответствует следующим правилам:
- Расчёт всех соотношений ведётся на основе ширины флага, которая условно делится на 14 равных частей, каждая из которых является расчётным модулем, М.
- Длина полотнища равна 19 модулям.
- Расстояние от вершин ромба до краёв полотнища равно 1,7 модуля.
- Синий круг в центре ромба имеет радиус 3,5 модуля.
- Центр условных окружностей, образующих изогнутую в виде арки белую ленту, должен быть на нижнем крае полотнища на расстоянии 2 модуля слева от пересечения условной линии вертикального диаметра круга и нижнего края полотнища.
- Радиус нижнего изгиба белой ленты должен быть равен 8 модулям, радиус верхнего изгиба белой ленты должен быть 8,5 модулей.
- Ширина белой ленты составляет половину (0,5) модуля.
- Буквы девиза «Ordem e Progresso» должны быть зелёные. Они должны быть расположены в середине белой полосы, на равном расстоянии справа и слева, сверху и снизу. Буква «Р» должна быть расположена на условном диаметре круга. Расположение остальных букв строится в зависимости от этого. Буквы в словах «Ordem» и «Progresso» должны иметь высоту 0,333 модуля. Ширина этих букв должна быть 0,3 модуля. Высота буквы союза «E» должна быть 0,3 модуля. Ширина этой буквы должна быть 0,25 модуля.
- Звёзды должны быть 5 размеров: первого, второго, третьего, четвёртого и пятого: диаметр условной окружности, в который вписана звезда первого размера, должен быть 0,3 модуля, звезда второго размера — 0,25 модуля, звезда третьего размера — 0,2 модуля, звезда четвёртого размера — 0,143 модуля и звезда пятого размера — 0,1 модуля.
- Две стороны полотнища должны быть одинаковыми, с белой лентой, восходящей слева направо (по отношению к наблюдателю, стоящему лицом к флагу), запрещается делать оборотную сторону полотнища зеркальным отображением лицевой стороны.

|        | зелёный     | жёлтый     | синий       | белый       |
| ------ | ----------- | ---------- | ----------- | ----------- |
| RGB    | 0/146/62    | 248/193/0  | 40/22/111   | 255/255/255 |
| RGB16  | 00923E      | F8C100     | 28166F      | FFFFFF      |
| CMYK   | 100/0/100/0 | 0/10/100/0 | 100/70/0/20 | 0/0/0/0     |
| Пантон | PMS 355     | PMS Yellow | PMS 280     | none        |

### Соответствие звёзд штатам
В синем круге изображены звёзды 9 созвездий: Большого Пса (№ 2 на рис.), Гидры (№ 5), Девы (№ 4), Киля (№ 3), Малого Пса (№ 1), Октанта (№ 7), Скорпиона (№ 9), Южного Креста (№ 6) и Южного Треугольника (№ 8). В созвездиях изображены 27 белых пятиконечных звёзд 5 размеров, соответствующие 26 штатам и Федеральному округу:

Группировка звёзд по созвездиям

Номера звёзд по таблице

| Размер звезды | №  | Штат                | Звезда                         | Созвездие         | Стал штатом | Добавлена звезда |
| ------------- | -- | ------------------- | ------------------------------ | ----------------- | ----------- | ---------------- |
| 1             | 2  | Амазонас            | Процион (альфа Малого Пса)     | Малый Пёс         | —           | —                |
| 1             | 10 | Гояс                | Канопус (альфа Киля)           | Киль              | —           | —                |
| 1             | 5  | Мату-Гросу          | Сириус (альфа Большого Пса)    | Большой Пёс       | —           | —                |
| 1             | 1  | Пара                | Спика (альфа Девы)             | Дева              | —           | —                |
| 1             | 16 | Пиауи               | Антарес (альфа Скорпиона)      | Скорпион          | —           | —                |
| 1             | 14 | Сан-Паулу           | Акрукс (альфа Южного Креста)   | Южный Крест       | —           | —                |
| 2             | 22 | Алагоас             | Саргас (тета Скорпиона)        | Скорпион          | —           | —                |
| 2             | 6  | Амапа               | Мирцам (бета Большого Пса)     | Большой Пёс       | 1991        | 1992             |
| 2             | 11 | Баия                | Гакрукс (гамма Южного Креста)  | Южный Крест       | —           | —                |
| 2             | 3  | Мату-Гросу-ду-Сул   | Альфард (альфа Гидры)          | Гидра             | 1979        | 1960             |
| 2             | 8  | Рорайма             | Везен (дельта Большого Пса)    | Большой Пёс       | 1991        | 1992             |
| 2             | 15 | Рио-де-Жанейро      | Бекрукс (бета Южного Креста)   | Южный Крест       | —           | —                |
| 2             | 19 | Риу-Гранди-ду-Норти | Шаула (лямбда Скорпиона)       | Скорпион          | —           | —                |
| 2             | 25 | Риу-Гранди-ду-Сул   | альфа Южного Треугольника      | Южный Треугольник | —           | —                |
| 2             | 18 | Сеара               | Вей (эпсилон Скорпиона)        | Скорпион          | —           | —                |
| 3             | 9  | Токантинс           | Адара (эпсилон Большого Пса)   | Большой Пёс       | 1989        | 1992             |
| 3             | 4  | Акри                | Дханаб аль-Шуя (гамма Гидры)   | Гидра             | 1962        | 1968             |
| 3             | 17 | Мараньян            | Акраб (бета Скорпиона)         | Скорпион          | —           | —                |
| 3             | 12 | Минас-Жерайс        | Декрукс (дельта Южного Креста) | Южный Крест       | —           | —                |
| 3             | 23 | Сержипи             | Аполлион (йота Скорпиона)      | Скорпион          | —           | —                |
| 3             | 20 | Параиба             | Гиртаб (каппа Скорпиона)       | Скорпион          | —           | —                |
| 3             | 26 | Парана              | гамма Южного Треугольника      | Южный Треугольник | —           | —                |
| 3             | 21 | Пернамбуку          | Денеб Акраб (мю¹ Скорпиона)    | Скорпион          | —           | —                |
| 3             | 24 | Санта-Катарина      | бета Южного Треугольника       | Южный Треугольник | —           | —                |
| 4             | 7  | Рондония            | Мулифен (гамма Большого Пса)   | Большой Пёс       | 1982        | 1992             |
| 4             | 13 | Эспириту-Санту      | Эпсилон Южного Креста          | Южный Крест       | —           | —                |
| 5             | 27 | Федеральный округ   | сигма Октанта                  | Октант            | 1960        | —                |

1. ↑  Прочерк — существовал изначально, с 1889 года
2. ↑  1960: звезда отдана новому штату Гуанабара (бывший Федеральный округ Рио-де-Жанейро). 1975: штат упразднён. 1992: звезда отдана Мату-Гросу-ду-Сул.
3. ↑  После переноса столицы старый Федеральный округ (Рио-де-Жанейро) был преобразован в штат Гуанабара с новой звездой, а σ Октанта отдана новому.

### Астрономические погрешности
- Звёзды на бразильском флаге никогда не видимы на небе так, как изображены: такое расположение звёзд мог бы видеть только внешний наблюдатель, расположенный вне небесного свода бесконечно выше на меридиане Рио-де-Жанейро, — только в этом случае звезда эпсилон Южного Креста (звезда Юхта) может быть видна в левой части этого созвездия, зеркально по отношению к тому, как она видна людям с Земли (и как она изображена на флагах Австралии, Западного Самоа, Папуа Новой Гвинеи и др.).

- Звёзды созвездия Скорпиона изображены в сильно искажённом расположении по отношению друг к другу. Например, Антарес и Шаула на флаге находятся почти рядом, тогда как в действительности Антарес лежит возле «головы Скорпиона», а Шаула является «жалом» на кончике «хвоста Скорпиона».
- Звезда α Центавра, третья по яркости звезда ночного неба, видимая в Южном полушарии, отсутствует на флаге.

## Национальные цвета
Зелёный и жёлтый — национальные цвета Бразилии.
Зелёный цвет происходит от ливрейного цвета династии Браганса (порт. Bragança или Brigantina), к которой принадлежал первый император Бразилии Педру I, золотой — из чёрно-золотых династических цветов Габсбургов, из которых происходила его супруга — императрица Мария Леопольдина Габсбургская.
7 сентября 1822 года принц-регент Педру (позднее — император Педру I) сорвал со своего головного убора португальскую сине-белую кокарду (в цветах флага Португалии 1821 — 1910 годов) и произнёс: «Отныне мы хотим другую кокарду — зелёную и жёлтую. Это будут национальные цвета». 18 сентября того же года Педру подписал первые три декрета независимой Бразилии, второй декрет установил новую национальную кокарду: «Бразильская национальная кокарда состоит из символических цветов: зелёного, олицетворяющего весну, и жёлтого — символизирующего золото».
По другой версии, зелёный цвет символизирует лесные богатства Амазонии, а жёлтый — запасы золота: в XVI—XIX веках в Бразилии находились крупнейшие в мире золотодобывающие шахты.

## Девиз
Девиз «Ordem e Progresso» (с порт. — «Порядок и прогресс») происходит из кредо позитивизма, сформулированного его основоположником — французским философом и социологом Огюстом Контом — «L’amour pour principe et l’ordre pour base; le progrès pour but» (с фр. — «Любовь, как принцип, и порядок как основа; прогресс как цель»).

## История

### Колониальный период (1500—1816)
С 1500 года Бразилия являлась португальской колонией (с 1640 года — со статусом вице-королевства).

#### Баиянский заговор
Утром 12 августа 1798 года участники т. н. «Баиянского заговора» (порт. Conjuração Baiana), также известного, как «восстание портных», собрались в общественных местах города Салвадора, столицы капитанства Баия, и под влиянием идей Великой французской революции провозгласили республику, отмену рабства, отмену привилегий дворянства, сокращение налогов и пригласили капитан-губернатора примкнуть к народу. Революционеры использовали флаг, состоящий из трёх вертикальных равновеликих полос — синей, белой и синей, в изображением в центре белой полосы большой красной пятиконечной звездой одним лучом вниз, между лучами которой были изображены по одной малой красной пятиконечной звезде. Восстание было быстро подавлено португальскими властями.

### Соединённое Королевство Португалии, Бразилии и Алгарве (1816—1822)

Флаг Соединённого Королевства Португалии, Бразилии и Алгарви (1815—1822)

В 1808 году, когда армия Наполеона начала войну против Португалии, король и его двор переехали из Лиссабона в Рио-де-Жанейро, где они оставались до 1821 года.
Король Жуан VI перенёс в Рио-де-Жанейро португальские государственные учреждения и своим декретом 16 декабря 1815 года образовал Соединённое Королевство Португалии, Бразилии и Алгарве (порт. Reino Unido de Portugal, Brasil e Algarves), государственные символы которого были утверждены законом 13 мая 1816 года — гербом стало изображение исторического королевского португальского герба на золотой армиллярной сфере в синем круглом поле, увенчанном золотой королевской короной. При этом королевский герб символизировал Португалию и Алгарве, а армиллярная сфера — Бразилию. Флагом было утверждено белое прямоугольное полотнище с изображением в центре этого герба. Своего отдельного флага в составе Соединённого Королевства Бразилия не имела.
В 1820 году в Португалии произошла революция против британских войск, находившихся в Португалии с 1808 года, власть перешла к Временной хунте верховного правительства королевства, которая в 1821 году приняла сине-белый флаг, просуществовавший до 1911 года, и призвала вернуться из Бразилии короля Жуана VI, который оставил в Рио-де-Жанейро своего сына Педру, наделив его статусом вице-короля-регента. Живший в 1816—1831 годах в Рио-де-Жанейро французский художник и дизайнер Жан-Батист Дебре (фр. Jean-Baptiste Debret) создал штандарт вице-короля Соединённого Королевства Португалии, Бразилии и Алгарве, на котором герб королевства был помещён в центр жёлтого горизонтального ромба, вершины которого находились на краях зелёного прямоугольного полотнища.
В сентябре 1821 года португальский парламент проголосовал за роспуск Соединённого Королевства Португалии, Бразилии и Алгарве и упразднение королевских учреждений в Рио-де-Жанейро, тем самым подчинив все провинции Бразилии непосредственно Лиссабону. В то же время в Бразилию были отправлены военные части, а все бразильские военные части были переведены под португальское командование. Отказавшись выполнять приказы из Лиссабона, вице-король-регент Педру провозгласил 7 сентября 1822 года независимость Бразилии.

#### Пернамбукская революция
6 марта 1817 году в городе Ресифе, центре провинции Пернамбуку, находившиеся под влиянием франкмасонов и недовольные снижением объёмов правительственных закупок сахарного тростника создали революционное временное правительство, которое спустило в пернамбукском форте португальский флаг и первоначально планировало заменить его французским триколором, как символом Великой французской революции, но потом назначило комитет под руководством священника Жоао Рибейро Пессоа (порт. João Ribeiro Pessoa) для разработки рисунка нового флага. Рисунок проекта был выполнен акварелью художником из Рио-де-Жанейро Антониу Алваресом (порт. Antônio Álvares) — с изображением на верхней тёмно-синей полосе звезды, радуги и солнца, и красного католического креста в центре нижней белой полосы (по другим источникам, на верхней полосе была изображена не одна, а три звезды).
Первый флаг был сшит капитаном милиции восставших портным Жозе Барбоза (порт. José Barbosa) и публично освящён в Ресифском кафедральном соборе 21 марта 1817 года.
В 1917 году на основе этого флага был утверждён современный флаг штата Пернамбуку.

### Бразильская империя (1822—1889)
Штандарт вице-короля стал государственным флагом Бразилии, изображённый на нём герб был описан в третьем из первых трёх декретов независимой Бразилии, подписанных Педру 18 сентября 1822 года:

«…впредь герб этого Королевства Бразилии будет: в зелёном поле золотая армиллярная сфера, наложенная на крест Ордена Христа; сфера, окружённая 19 серебряными звёздами на синем круге; и королевская корона с алмазами венчает наверху щит, стороны которого будут охвачены двумя ветками кофе и табака, как эмблемы его [Королевства] богатства, в их надлежащих цветах и перевязанные в основании национальной кокардой»

12 октября 1822 года вице-король-регент Педру был коронован как король Бразилии Педру I, а 1 декабря 1822 года король Педру I провозгласил себя императором и вместо королевской короны в гербе и на флаге стала изображаться императорская корона.
В царствование его сына — императора Педру II (1831—1889), в гербе и на флаге были произведены изменения, касающиеся добавления в герб звёзд в соответствии с эволюцией административно-территориального деления страны (число звёзд было увеличено до 20 в связи с утратой Бразилией в 1829 году Цисплатинской провинции, ставшей независимой Республикой Уругвай, и образованием провинций Амазонас в 1850 году и Парана в 1853 году).

### Республика Бразилия (с 1889)
15 ноября 1889 года военные во главе с маршалом Фонсекой лишили императора власти, упразднили монархию и провозгласили Бразилию республикой. По предложению одного из активных участников переворота, члена Временного правительства, юриста и политика Руя Барбозы в тот же день был утверждён флаг республики, состоявший, по образу и подобию флага США, из 7 зелёных и 6 жёлтых узких равновеликих горизонтальных полос, с 21-й белой пятиконечной звездой в синем квадратном крыже (по числу провинций).
Но этот флаг просуществовал только 4 дня, Фонсека наложил на него вето и 19 ноября 1889 года по предложению другого члена Временного правительства Бенжамина Константа декретом № 4 Временное правительство утвердило новый флаг на основе прежнего имперского флага — зелёное полотнище с горизонтальным жёлтым ромбом, но вместо имперского герба в центре ромба стал изображаться синий круг с белой изогнутой лентой с девизом «Ordem e Progresso» и созвездиями из 21-й белой пятиконечной звезды различного размера). Бытует мнение, что белая лента с девизом повторяет положение круга небесного экватора в армиллярной сфере, изображённой прежде в гербе империи, но это не так: расположение ленты не соответствует положению экватора .
Этот флаг был предложен вице-директором Позитивистского Апостолата Бразилии, крупнейшим исследователем-путешественником, профессором Раймунду Тейшейрой Мендисом, директором Позитивистского Апостолата Бразилии, основателем Церкви Человечества в Бразилии Мигелем Лемушем и заведующим кафедрой астрономии Политехнической школы Рио-де-Жанейро профессором Мануэлем Перейрой Рейсом, рисунок флага выполнил художник Десиу Виларис.
Старейший экземпляр этого флага хранится в основанном в 1891 году первом в мире позитивистском Храме Церкви Человечества в Рио-де-Жанейро).
Дальнейшие изменения — добавление новых звёзд к исходной двадцать одной и незначительное изменение их положения:
- Отдача звезды Федерального округа (Рио-де-Жанейро) новому Федеральному округу Бразилиа, преобразование Рио-де-Жанейро в штат Гуанабара с новой звездой: 22 звезды.
- Преобразование Акри в штат: 23 звезды.
- Упразднение Гуанабары и отдача её звезды штату Мату-Гросу-ду-Сул, преобразование территорий Амапа, Рондония и Рорайма в штаты, выделение штата Токантинс: 27 звёзд.

### Исторические флаги Бразилии (галерея)

1645—1815
1816— 1822
1822
1822—1850
1850—1889
1889
1889—1960
1960—1968
1968—1992